# Mezco Toyz
La  Mezco Toyz è un'azienda produttrice di giocattoli, action figure e altro materiale da collezione dotati di licenze originali. I suoi prodotti più popolari sono la serie cult di giocattoli Living Dead Dolls. Altri prodotti popolari sono quelli delle serie I Griffin, South Park e del film Hellboy. Oltre alle action figures e alle bambole, la Mezco è conosciuta per la serie di prodotti Mez-itz.

## Storia
La Mezco Toyz fu creata da Michael Markowitz detto Mez, Presidente della Mezco, che si definisce la mente dietro tutti gli aspetti di design e sviluppo. Lavorando con i migliori talenti nell'industria dei giocattoli, Mez concepisce e dirige la creazione di ogni prodotto.
La Mezco Toyz fu fondata nel 2000, dalle ceneri di un'altra azienda di giocattoli che aveva avuto vita breve: la Aztech Toyz, che aveva avuto successo per la serie di giocattoli di Silent Screamers, che divenne poi una delle serie rilasciate per prime dalla nuova Mezco.

## Prodotti
Creazioni originali:
- Creepy Cuddlers: Zombies
- Living Dead Dolls

Prodotti con licenza:
- Cinema Of Fear
- ThunderCats
- Earthworm Jim
- Mars Attacks
- Mostri della Universal
- La bambola assassina
- South Park
- Domo
- LittleBigPlanet
- I Griffin
- Scott Pilgrim

Mez-Itz:
- DC Universe
- Il cavaliere oscuro
- Il cavaliere oscuro - Il ritorno
- Ventimila leghe sotto i mari (film 1954)
- Alien
- Animal House
- L'armata delle tenebre
- Austin Powers
- The Blues Brothers
- Cryptozoology
- Dark Carnival
- Defenders of the Dragon
- Dick Tracy
- Edward mani di forbice
- Gangsters Inc.
- The Goon
- Hellboy (the movie)
- Hellboy Comic
- Hellboy II: The Golden Army
- Heroes
- Hoodz
- Jack lo squartatore
- Kong
- Miami Vice
- Monsters
- NFL: Extreme Athletes
- Notorious B.I.G.
- The Osbournes
- Pirates
- Popeye
- Predator
- Public Enemy
- Le iene (film)
- RoboCop
- Scarface
- Scary Tales
- Silent Screamers
- TikiMon
- Underworld
- The Warriors
- Kong
- Breaking Bad